# Пригоди Марка Шведа. Червона Офелія. Частина перша
«Пригоди Марка Шведа. Червона Офелія. Частина перша» — український детектив, український історичний вестерн української письменниці Лори Підгірної; опубліковаий у видавництві «КМ-Букс» 2017 року.

## Опис книги
Дія роману відбувається влітку 1919 року, в той час, коли місто Кам'янець-Подільський стало столицею УНР.
НА тлі цих історичних драматичних подій виростає драматична історія кохання Марка Шведа, 22-річного агента Розвідочної управи та Олесі Біличенко, актриси місцевого театру. Поряд із вигаданими персонажами в романі змальовано образ Симона Петлюри, головнокомандувача.
у центрі  - заплутана інтрига з викраденням кліше для друку 250-гривневої купюри, до якого доклали руку агенти московської комуни. Заплутана історія з кліше перетворюється у справжню криваву драму.

## Про роман
| ...найцікавіша в книзі – віртуозно прописана еволюція головного героя. ...відкрити для себе Марка Шведа у якого за плечима тільки середня освіта, служба в розвідвзводі одного з полків російської імператорської армії доби Брусиловського прориву, два солдатські Георгії, Одеська школа прапорщиків, бій під Крутами… За двадцять літ він добре вивчив смерть у різних її проявах. А от в Розвідочній управі УНР доводиться вивчати життя в усіх його проявах. І деякі прояви виявляються страшнішими від смерті. Марко Швед на сторінках «Червоної Офелії» шукає і знаходить не стільки більшовицького агента екстра-класу, скільки Справжнього Себе. І це той пожиточний довід, який нині потрібен чи не більшості мислячих мешканців України. Нам теж належить у найстисліші терміни віднайти Справжніх Себе, своє питоме місце у країні та в світі. А підтримкою в цьому пошуку нам стане дебютна книга Лори Підгірної та наступні пригоди Марка Шведа, уже проанонсовані автором і видавцями. |Аліна Акуленко
|  | «Ворог може завербувати навіть твою рідну матір. Натиснути на слабинку і завербувати. Не довіряй нікому! Особливо тим, кому завше довіряєш….» Лора Підгірна  |